# Difret
Pour plus de détails, voir Fiche technique et Distribution.
Difret (ድፍረት) est un film dramatique américano-éthiopien, réalisé par Zeresenay Berhane Mehari, sorti en 2014. Il est inspiré de l'histoire vécue d'Aberash Bekele, une jeune Éthiopienne de 14 ans, en 1996, et montre un précédent judiciaire qui a rendu illégal l'enlèvement de jeunes filles en Éthiopie.

## Synopsis
Écolière de 14 ans dans un village éthiopien rural aux coutumes ancestrales, Hirut est kidnappée selon la tradition du mariage par enlèvement et violée. Avec courage, elle vole une arme et s'échappe mais pour pouvoir fuir elle est obligée de tuer son agresseur. Accusée de meurtre, elle mérite la peine de mort selon la loi locale. L'avocate Meaza, pionnière du droit des femmes en Éthiopie, prend alors sa défense. Son combat tenace bousculera l'une des plus anciennes traditions d'Éthiopie.

## Fiche technique
Sauf indication contraire, les informations mentionnées dans cette section peuvent être confirmées par la base de données cinématographiques IMDb,  présente dans la section « Liens externes ».
- Titre original : ድፍረት, Difret
- Réalisation et scénario : Zeresenay Berhane Mehari
- Musique : David Eggar (en), David Schommer
- Direction artistique : Ourael Berhanu
- Décors : Tewodros Berhanu
- Costumes : Helina Dessalegn
- Photographie : Monika Lenczewska
- Son : J.M. Davey, Zach Seivers
- Montage : Agnieszka Glińska
- Production : Leelai Demoz, Mehret Mandefro, Zeresenay Berhane Mehari
  - Coproduction : Jay Spangler
  - Production déléguée : Angelina Jolie, Julie Mehretu, Jessica Rankin, Lacey Schwartz (en)
  - Production associée : Emanuel AG, Andargachew Tewodros, Francesca Zampi
- Sociétés de production : Haile Addis Pictures, en association avec Truth Aid
- Sociétés de distribution : Amplify (en) (États-Unis), Ad Vitam Distribution (France), Agora Films (Suisse)
- Budget : 57 213 $[1]
- Pays de production :  Éthiopie /  États-Unis
- Langue originale : amharique
- Format : couleurs - 2,35:1 - Panavision - 35mm
- Genre : biographie, drame
- Durée : 99 minutes
- Dates de sortie : 
  - États-Unis : 18 janvier 2014 (Festival de Sundance) ; 23 octobre 2015 (sortie nationale)
  - Suisse : 10 août 2014 (Festival de Locarno) ; 4 février 2015 (Suisse romande) ; 19 mars 2015 (Suisse alémanique)
  - Éthiopie : 25 septembre 2014
  - France : 13 novembre 2014 (Festival de Sarlat) ; 8 juillet 2015 (sortie nationale)
  - Belgique : 22 avril 2015

## Distribution
- Meron Getnet : Meaza Ashenafi[n 1], l'avocate
- Tizita Hagere : Hirut Assefa, la jeune fille
- Mekonen Laeake : Mr Assefa Bekele, le père d'Hirut
- Meaza Tekle : Mme Mulu Assefa, la mère d'Hirut
- Shitaye Abraha : Etaferaw Teshagen, la collègue avocate
- Mickey Tesfaye : l'officier Getachew
- Teferi Alemu : le juge du village
- Kiya Kennha : Aregash Assefa, la sœur d'Hirut

## Production
L'actrice américaine Angelina Jolie a participé à la production du film et en a assuré la promotion dans son pays.

## Commentaires
Le titre Difret (ድፍረት en amharique) peut se traduire par « Courage » ou « Oser » mais aussi par « Viol »,.

## Accueil

### Accueil critique
Difret a reçu des critiques mitigées. Il obtient 89 % d'avis positifs sur Rotten Tomatoes sur la base de 27 critiques collectées. Sur Metacritic, il obtient une note favorable de 61/100, sur la base de 11 critiques répertoriées, ce qui lui permet d'obtenir le label « Avis généralement favorables ». Le site Allociné propose une moyenne de 3,5/5 à partir de l'interprétation de 12 critiques de presse.

« C'est cette affaire que relate le film Difret (d'après un mot amharique qui signifie de manière terrible aussi bien "courage" que "viol"), où l'adolescente a été renommée Hirut. Ce cas est d'autant plus passionnant que le verdict participera à l'évolution de la législation sur ces enlèvements traditionnels, interdits en 2004. »

— Corinne Renou-Nativel, La Croix, 8 juillet 2015.

« Cette histoire n’a pas encore vingt ans. Mais à en croire le réalisateur Zeresenay Berhane Mehari, elle est déjà presque tombée dans l’oubli, raison pour laquelle il a éprouvé le besoin d’envoyer le cinéma à sa rescousse. Loin de s’en tenir à un simple rappel, Difret entend reprendre le problème à son point de départ. Comme Meaza Ashenafi en 1996, il invite à un changement de point de vue, qui prend souvent la forme d’une bataille de mots. »

— Noémie Luciani, Le Monde, 7 juillet 2015.

« Le réalisateur filme utile mais sans complaisance ni triomphalisme, respectant (grâce à l’ellipse) la dignité de ses personnages, sobrement incarnés. Difret peut s’enorgueillir d’avoir été primé à Sundance, à Berlin et à Valenciennes. Il est produit par Angelina Jolie. Belle caution. »

— Philippe Lagouche, La Voix du Nord, 8 juillet 2015.

« Le classicisme de l'intrigue fait d'abord craindre un récit édifiant, mais les zones d'ombre qui apparaissent [...] donnent de la vie à ce parcours émouvant et courageux. »

— Mathilde Blottière, Télérama, 28 mai 2016.

### Distinctions

#### Récompenses
- Festival du film de Sundance 2014 : Prix du public dans la catégorie cinéma dramatique international[2],[10]
- Berlinale 2014 dans la section « Panorama » :
  - Prix du public[11]
  - Meilleur film[12]
- Festival du cinéma mondial d'Amsterdam 2014 : Prix du public pour Zeresenay Mehari
- Festival du nouveau cinéma de Montréal : Prix du public pour la compétition internationale pour Zeresenay Mehari
- Festival panafricain du film de Los Angeles 2015 : Meilleur film narratif[13]
- Festival 2 Valenciennes 2015 : Prix du jury[14]

#### Nominations et sélections
- Festival du film de Sundance 2014 :
  - sélection « prix de la photographie » pour Monika Lenczewska[15]
  - sélection pour le grand prix du jury pour Zeresenay Mehari
- Camerimage : sélection « meilleurs débuts cinématographiques » pour Monika Lenczewska[15]
- Black Reel Awards 2015 : sélection pour le meilleur film étranger
- Cérémonie des Oscars 2015 : sélection officielle pour l'Oscar du meilleur film en langue étrangère[16],[17]